# Arnaldo Rascovsky
Arnaldo Rascovsky, né à Córdoba le 1er janvier 1907 et mort à Buenos Aires le 1er mai 1995, est un pédiatre et psychanalyste argentin.

## Biographie
Né dans une famille d'immigrants russes d'origine juive, Rascovsky s'inscrit à la faculté de médecine de l'université de Buenos Aires, et se spécialise en pédiatrie. En 1926, il travaille à l'hôpital pour enfants, et en 1932, est au service de neuropsychiatrie et d'endocrinologie. Il participe à la fondation de l'Association d'endocrinologie argentine.
Dans les années 1930 il découvre la psychanalyse et la médecine psychosomatique.
En 1939, il fait la connaissance du psychanalyste Ángel Garma, et devient l'un des responsables de l'école psychanalytique argentine. Ils créent un groupe de lecture des ouvrages de Sigmund Freud avec d'autres professionnels intéressés par la psychanalyse, notamment Arminda Aberastury, Enrique Pichon Rivière, Matilde Rascovsky, Teodoro Schlosberg, Marie Langer, Celes Ernesto Cárcamo. Plusieurs membres de ce groupe sont à l'origine de la création, en 1942, de l'Association psychanalytique argentine (APA), notamment Ángel Garma, Enrique Pichón Riviere, Celes Cárcamo, Marie Langer et Guillermo Ferrari-Hardoy,.
En 1943, il participe à la fondation de la Revista de Psicoanálisis, dont il est le premier directeur. Le premier numéro de la revue présente des articles sur les différents stades du conflit œdipien, la formation du Surmoi, et un chapitre de l'ouvrage de Psychanalyse des enfants de Melanie Klein (1932).
En 1956, Rascovsky et Garma organisent le premier congrès de médecine psychosomatique, qui donne lieu à plusieurs enseignements à la faculté de médecine de l'université de Buenos Aires.
En 1960, il participe à la fondation de la Federación Psicoanalítica de América Latina (FEPAL). 

## Publications
- Conocimiento de la mujer
- Conocimiento del hijo
- El filicidio: la agresión contra el hijo
- El psiquismo fetal
- La universalidad del filicidio
- La matanza de los hijos y otros ensayos
- Decálogo de los buenos y malos padres: nueva visión sobre las relaciones entre padres e hijos
- Psicoanálisis de la manía y la psicopatía
- Niveles profundos del psiquismo
- Patología psicosomática
- Psicoanálisis de la guerra
- Filicidio, violencia y guerra
- Apuntes sobre la relación madre-hijo
- La cara oculta del cine